# Khalid ibn Hamid al-Zanati
Khalid ibn Hamid al-Zanati est un chef berbère zénète et commandant militaire, au cours de la Grande révolte berbère en 740 contre les Omeyyades dans le Maghreb.

## Biographie
Peu de choses sont connues sur son milieu familial, social ou culturel, hormis qu'il appartient à la tribu des Hetoura, branche de celle des zénètes.
Pour des raisons encore obscures, Maysara al-Matghari, l'architecte originel de la Grande révolte berbère qui éclate en 739, s'est auto-proclamé calife, et a été déposé et exécuté par les autres rebelles berbères à l'été ou à l'automne 740. Khalid ibn Hamid est élu pour prendre la place de Maysara.
Khalid ibn Hamid commande les armées berbères rebelles lors deux victoires époustouflantes sur les autorités omeyyades. Dans la bataille des nobles à la fin de 740, Khalid anéanti une armée d'avant-garde arabe, composée de l'élite de la cavalerie aristocratique arabe de l'Ifriqiya. Le choc de la défaite a incité le calife omeyyade Hicham à envoyer un puissant corps expéditionnaire syrien venant de l’Est afin de rejoindre les Arabes en Ifriqiya, pour réprimer la rébellion berbère. En octobre 741, l'armée berbère de Khalid défait la force combinée syro-arabe d'Ifriqiya lors de la bataille de Bagdoura près du fleuve Sebou (près de l'actuelle Fès, au Maroc), tuant le nouveau gouverneur de l'Ifriqyia, Kolthoum ibn Iyad al-Qasi sur le champ de bataille.
Khalid ibn Hamid disparaît des chroniques peu après. La révolte berbère se poursuit un peu plus longtemps, mais sous différents commandants. Si son destin est incertain, son héritage ne l’est pas. Les victoires de Khalid ibn Hamid rompent définitivement l'emprise des Omeyyades sur le Maghreb occidental et central. En conséquence, ces territoires ne tomberont plus jamais sous la domination d'un califat originaire du Moyen-Orient.
En 765, il est remplacé par Abou Qurra comme chef des zénètes.

## Référencement

#### Sources primaires
- Ibn Khaldoun (trad. William Mac Guckin de Slane), Histoire des Berbères et des dynasties musulmanes de l'Afrique, t. 3, Alger, Imprimerie du Gouvernement, 1852, 480 p. (lire en ligne)